# Mycalesis venostes
Mycalesis venostes är en fjärilsart som beskrevs av Hans Fruhstorfer 1911. Mycalesis venostes ingår i släktet Mycalesis och familjen praktfjärilar. Inga underarter finns listade i Catalogue of Life.